# MagicScore
MagicScore — семейство нотных редакторов и редакторов партитур, представлено версиями как для профессионалов так и для любителей, программы предлагают широкие возможности создания нотной записи в электронном виде и редактирования партитур изначально поддерживает русский язык, предлагает специальные цены для жителей стран СНГ.

## Редакции программы
Существует несколько версий программы

### MagicScore Classic
Особенности MagicScore:
Удобный интерфейс для набора партитур, несколько вариантов ввода данных при помощи виртуальной клавиатуры, внешних MIDI устройств, а также большого набора музыкальных символов. Автоматическое и ручное форматирование партитур. Воспроизведение и печать партитуры. Сохранение в формате MIDI. Чтение из формата MIDI. Поддержка операций редактирования, копирования и удаления набора выделенных элементов партитуры. Широкий выбор элементов оформления. Возможность настройки силы удара каждой ноты при воспроизведении. Расширенные возможности навигации.

### MagicScore School
MagicScore School  это специальная программа для музыкальных поклонников, студентов, учителей, школ и колледжей. Программа предлагает людям интересные ноты в музыке различные опции над нотами: введение, редактирование, печать и многое другое. MagicScore School , как видно из названия, специально разработано для людей начинающих изучать музыку, го профессионалы тоже могут ею пользоваться. Ноты могут быть введены вручную, скопированы с другого источника, добавлены с помощью виртуального пианино, MIDI клавиатуры или синтезатора. Если что то будет не правильно с нотами, MagicScore School  оповестит вас об этом. Если нужно, пользователь может вручную удалять или добавлять ноты. MagicScore School  также поддерживает чтение файлов формата MIDI и Karaoke. Модуль проигрывания может сыграть все ноты определенным инструментом или всем оркестром. Громкость, баланс и звуковые эффекты могут быть настроены для каждого инструмента в отдельности. Другая полезная опция, MagicScore School , это печать нот с предварительным просмотром. Программа также поддерживает Музыкальный XML формат. Программа поддерживает различные языки.

### Maestro Music Software
В 2010 году компания разработчик стала предлагать все музыкальные программные продукты под брендом MagicScore Music Software.
В 2012 году компания была переименована в Maestro Music Software.
Новая линейка программных продуктов компании была представлена на крупнейшей в мире музыкальной выставке MusikMesse 2012.
Новая линейка на данный момент состоит из 5-ти продуктов: Maestro Composer, Maestro Notation, Maestro Notation for MS Word, Maestro Performer, Maestro OnLine.
В данные момент компания позиционирует нотные редакторы новой линейки как ориентированные на профессионалов.
Линейка MagicScore сохранена и развивается как продукты для музыкантов которым нужен нотный редактор среднего или начального уровня с оптимальным соотношением цены и качества.
Линейки совместимы между собой.

## Плеер
Также компанией выпущен плеер, для проигрывания композиций созданных в MagicScore. Программа понимает такие форматы как
- SFD, SFB
- MID, MIDI, RMI
- Kar
- Music XML

## Награды MagicScore
- Лучший продукт 2010 года по мнению самого популярного (по Google) сайта независимого сравнения нотных редакторов TopTenreviews.com
- PC Magayine/RE - лучший продукт года в категории "Мультимедия"
- The Strad (Журнал Великобритания) - продукт месяца.
- http://www.dgalaxy.net/awards/cup_5h.gif
- http://www.dgalaxy.net/awards/shareup_logo_5.gif
- http://www.dgalaxy.net/awards/5h.gif
- http://www.dgalaxy.net/awards/best.gif
- http://www.dgalaxy.net/awards/cup_5.gif